# Eric Allman
Eric Paul Allman (El Cerrito, 2 de setembro de 1955) é um cientista da computação estadunidense. Desenvolveu o sendmail e seu precursor, delivermail, no final da década de 1970 e início da década de 1980 na Universidade da Califórnia em Berkeley. Em 1998 foi cofundador da companhia Sendmail, Inc.